# Sojoez TMA-20M
Sojoez TMA-20M was een bemande ruimtevlucht naar het Internationaal ruimtestation ISS. Tijdens deze vlucht zijn drie bemanningsleden van ISS expeditie 48 van en naar het ISS getransporteerd. Deze vlucht was de 130ste vlucht van een Sojoezcapusule en de laatste van het type Sojoez TMA-M. Na deze vlucht zal men overschakelen op het recentere type Sojoez-MS.

## Bemanning
| Positie           | Ruimtevaarder                          |                                        |
| ----------------- | -------------------------------------- | -------------------------------------- |
| Bevelhebber       | Aleksej Ovtsjinin, RSA 1e ruimtevlucht | Aleksej Ovtsjinin, RSA 1e ruimtevlucht |
| Flight Engineer 1 | Oleg Skripotsjka, RSA 2e ruimtevlucht  | Oleg Skripotsjka, RSA 2e ruimtevlucht  |
| Flight Engineer 2 | Jeffrey Williams, NASA 4e ruimtevlucht | Jeffrey Williams, NASA 4e ruimtevlucht |

### Reservebemanning
| Positie           | Ruimtevaarder          |                        |
| ----------------- | ---------------------- | ---------------------- |
| Bevelhebber       | Sergej Rizjikov, RSA   | Sergej Rizjikov, RSA   |
| Flight Engineer 1 | Andrej Borisenko, RSA  | Andrej Borisenko, RSA  |
| Flight Engineer 2 | Robert Kimbrough, NASA | Robert Kimbrough, NASA |

## Missieverloop

### Lancering
De capsule werd op 18 maart 2016 om 21:26 UTC gelanceerd met een Sojoez-FG raket gelanceerd vanop de Russische ruimtebasis Baikonoer in Kazachstan. Negen minuten na de lancering, bereikte de capsule de geplande baan rond de Aarde.

### Koppeling met hetInternationaal ruimtestation ISS
Op 19 maart koppelde de capsule om 03:09 UTC, zes uur na de lancering, zich aan de Poisk-module van het Internationaal ruimtestation ISS.
TMA-1 · TMA-2 · TMA-3 · TMA-4 · TMA-5 · TMA-6 · TMA-7 · TMA-8 · TMA-9 · TMA-10 · TMA-11 · TMA-12 · TMA-13 · TMA-14 · TMA-15 · TMA-16 · TMA-17 · TMA-18 · TMA-19 · TMA-01M · TMA-20 · TMA-21 · TMA-02M · TMA-22 · TMA-03M · TMA-04M · TMA-05M · TMA-06M · TMA-07M · TMA-08M  · TMA-09M · TMA-10M · TMA-11M · TMA-12M · TMA-13M · TMA-14M · TMA-15M · TMA-16M · TMA-17M · TMA-18M · TMA-19M · TMA-20M